# Eurobowl 2004
Navigation
Édition précédente Édition suivante
L'Eurobowl 2004 est la 18e édition de l'Eurobowl.
Elle sacre les Autrichiens des Vikings de Vienne.

## Clubs de l'édition 2004
| Équipe                    | Nationalité |
| ------------------------- | ----------- |
| Giants de Graz            | Autriche    |
| Vikings de Vienne         | Autriche    |
| Avedere Monarchs          | Danemark    |
| Dracs de Badalona         | Espagne     |
| Pioners de L'Hospitalet   | Espagne     |
| Turku Trojans             | Finlande    |
| Flash de La Courneuve     | France      |
| Lions de Bergame          | Italie      |
| Patriots de Moscou        | Russie      |
| Arlanda Jets              | Suède       |
| Carlstad Crusaders        | Suède       |
| Broncos de Landquart (en) | Suisse      |

## Éliminatoires

### Les matches
| 10 avril | Broncos   | 6 - 28  | Flash     |
| 8 mai    | Crusaders | 17 - 7  | Monarchs  |
| 8 mai    | Trojans   | 10 - 0  | Jets      |
| 8 mai    | Flash     | 14 - 17 | Dracs     |
| 8 mai    | Pioners   | 20 - 30 | Giants    |
| 15 mai   | Patriots  | 42 - 0  | Trojans   |
| 15 mai   | Lions     | 42 - 0  | Pioners   |
| 16 mai   | Vikings   | 42 - 0  | Crusaders |
| 22 mai   | Monarchs  | 7 - 34  | Vikings   |
| 22 mai   | Jets      | 17 - 7  | Patriots  |
| 29 mai   | Dracs     | 42 - 7  | Broncos   |
| 30 mai   | Giants    | 21 - 49 | Lions     |

### Classements
| Qualifié en demi-finales |

| Club               | Vic. | Nuls | Déf. | Pts | Pts pour | Pts contre |
| ------------------ | ---- | ---- | ---- | --- | -------- | ---------- |
| Vikings de Vienne  | 2    | 0    | 0    | 4   | 76       | 7          |
| Carlstad Crusaders | 1    | 0    | 1    | 2   | 17       | 49         |
| Avedere Monarchs   | 0    | 0    | 2    | 0   | 14       | 51         |

| Club               | Vic. | Nuls | Déf. | Pts | Pts pour | Pts contre |
| ------------------ | ---- | ---- | ---- | --- | -------- | ---------- |
| Patriots de Moscou | 1    | 0    | 1    | 2   | 49       | 17         |
| Arlanda Jets       | 1    | 0    | 1    | 2   | 17       | 17         |
| Turku Trojans      | 1    | 0    | 1    | 2   | 10       | 42         |

| Club                      | Vic. | Nuls | Déf. | Pts | Pts pour | Pts contre |
| ------------------------- | ---- | ---- | ---- | --- | -------- | ---------- |
| Dracs de Badalona         | 2    | 0    | 0    | 4   | 59       | 21         |
| Flash de La Courneuve     | 1    | 0    | 1    | 2   | 42       | 23         |
| Broncos de Landquart (en) | 0    | 0    | 2    | 0   | 13       | 70         |

| Club                    | Vic. | Nuls | Déf. | Pts | Pts pour | Pts contre |
| ----------------------- | ---- | ---- | ---- | --- | -------- | ---------- |
| Lions de Bergame        | 2    | 0    | 0    | 4   | 91       | 21         |
| Giants de Graz          | 1    | 0    | 1    | 2   | 51       | 69         |
| Pioners de L'Hospitalet | 0    | 0    | 2    | 0   | 20       | 72         |

## Play-offs

### Demi-finales
| Date         | Vainqueur         | Score   | Perdant            |
| ------------ | ----------------- | ------- | ------------------ |
| 12 juin 2004 | Lions de Bergame  | 55 - 19 | Dracs de Badalona  |
| 13 juin 2004 | Vikings de Vienne | 49 - 13 | Patriots de Moscou |

### Finale
| Date, lieu                | Vainqueur         | Score   | Perdant          |
| ------------------------- | ----------------- | ------- | ---------------- |
| 10 juillet 2004, à Vienne | Vikings de Vienne | 53 - 20 | Lions de Bergame |

## Sources
- (en) www.eurobowl.info